# Anders Faager
Anders Faager (Sven Per Anders Faager; * 3. April 1947 in Nässjö; † 20. Juni 2019 in Lund) war ein schwedischer Sprinter.
Bei den Europameisterschaften 1969 in Athen schied er über 100 Meter im Vorlauf aus. 1971 wurde er bei den Europameisterschaften in Helsinki Siebter in der 4-mal-400-Meter-Staffel. Über 400 Meter und in der 4-mal-100-Meter-Staffel schied er im Vorlauf aus.
Bei den Olympischen Spielen 1972 in München wurde er Siebter in der 4-mal-400-Meter-Staffel und erreichte über 400 Meter das Viertelfinale.
1974 siegte er bei den Halleneuropameisterschaften in Stockholm in der 4-mal-392-Meter-Staffel.
1969, 1970 und 1972 wurde er jeweils Schwedischer Meister über 100 und 200 Meter.

## Persönliche Bestzeiten
- 100 m: 10,51 s, 16. August 1970, Växjö (handgestoppt: 10,4 s, 9. August 1970, Halmstad)
- 200 m: 21,11 s, 2. Juli 1973, Stockholm (handgestoppt: 21,0 s, 14. August 1970, Växjö)
- 400 m: 46,29 s, 3. September 1972, München (handgestoppt: 45,9 s, 6. Juni 1973, Helsinki)